# Juillet 1900

## Événements
- 2 juillet : le comte Ferdinand von Zeppelin fait voler son dirigeable LZ 1 au-dessus du lac de Constance, à Friedrichshafen. Il transporte cinq passagers durant un vol de 17 minutes.
- 3 juillet: 
  - Deuxième note de John Hay sur la « Porte ouverte ». Dans la crainte de voir les puissances européennes se partager la Chine, les États-Unis pressent ces puissances de respecter l’intégrité du territoire chinois et de s’en tenir à leur sphère d’influence.
  - Ouverture d'une ligne fluviale et maritime entre Paris et Londres: un voyage de 72 h par semaine.
- 4 juillet:
- En France, loi relative aux Caisses d'assurances mutuelles agricoles.
- Le paquebot «Deutschland» établit un record de vitesse et remporte le Ruban bleu lors de sa traversée inaugurale de l'Atlantique Nord.

- 9 juillet : à la suite de l'adoption du « Commonwealth of Australia Act », l'Australie devient un État fédéral.
- 11 juillet: En battant la Française Yvonne Prévost en finale, 6/1, 6/4, Charlotte Cooper est la première femme à inscrire son nom au palmarès olympique dans une épreuve individuelle.
- 13 juillet: Mise en service du funiculaire de Montmartre.

- 14 juillet :  
  - Une expédition importante dirigée par le maréchal allemand Alfred von Waldersee prend Tianjin.
  - Ouverture de la gare d’Orsay à Paris construite par l'architecte Victor Laloux.

- 19 juillet : inauguration de la première ligne de Métro Vincennes-Porte Maillot à Paris. L'ingénieur en est Fulgence Bienvenüe et l'architecte décorateur Hector Guimard.

- 23 - 25 juillet[1] : première Conférence panafricaine réunie à Londres par W.E.B. DuBois.
- 25 - 28 juillet: Course automobile Paris-Toulouse-Paris.
- 27 juillet: Guillaume II prononce à Bermerhaven le «discours des Huns».
- 28 juillet: Première émigration de Lénine en Suisse auprès de Plekhanov.
- 29 juillet: Le roi d'Italie Umberto I est victime d'un attentat à Monza par l'anarchiste Bresci.
- 31 juillet: Coup d’État en Colombie; José Manuel Marroquín prend le pouvoir le 7 août (fin en 1904).

## Naissances
- 3 juillet : Alessandro Blasetti, réalisateur italien († 1er février 1987).
- 4 juillet : Robert Desnos, poète français († 8 juin 1945).
- 7 juillet : Paule Bronzini, supercentenaire française († 29 août 2012).
- 8 juillet : George Antheil, compositeur américain († 12 février 1959).
- 15 juillet : Georges Wodli, cheminot militant communiste, syndicaliste et résistant français († 1er avril 1943).
- 18 juillet : Nathalie Sarraute, écrivaine française († 19 octobre 1999).
- 23 juillet : John Babcock. dernier soldat canadien à survivre à la Première Guerre mondiale († 18 février 2010).
- 24 juillet : Zelda Fitzgerald, romancière américaine († 10 mars 1948).
- 26 juillet : Fernand Schreurs, homme politique belge d'expression française et militant wallon († 11 décembre 1970).

## Décès
- 5 juillet: Henry Barnard, pédagogue et réformateur américain (°24 janvier 1811).
- 29 juillet : Umberto Ier, roi d'Italie (° 14 mars 1844).